# Jean François Beylon

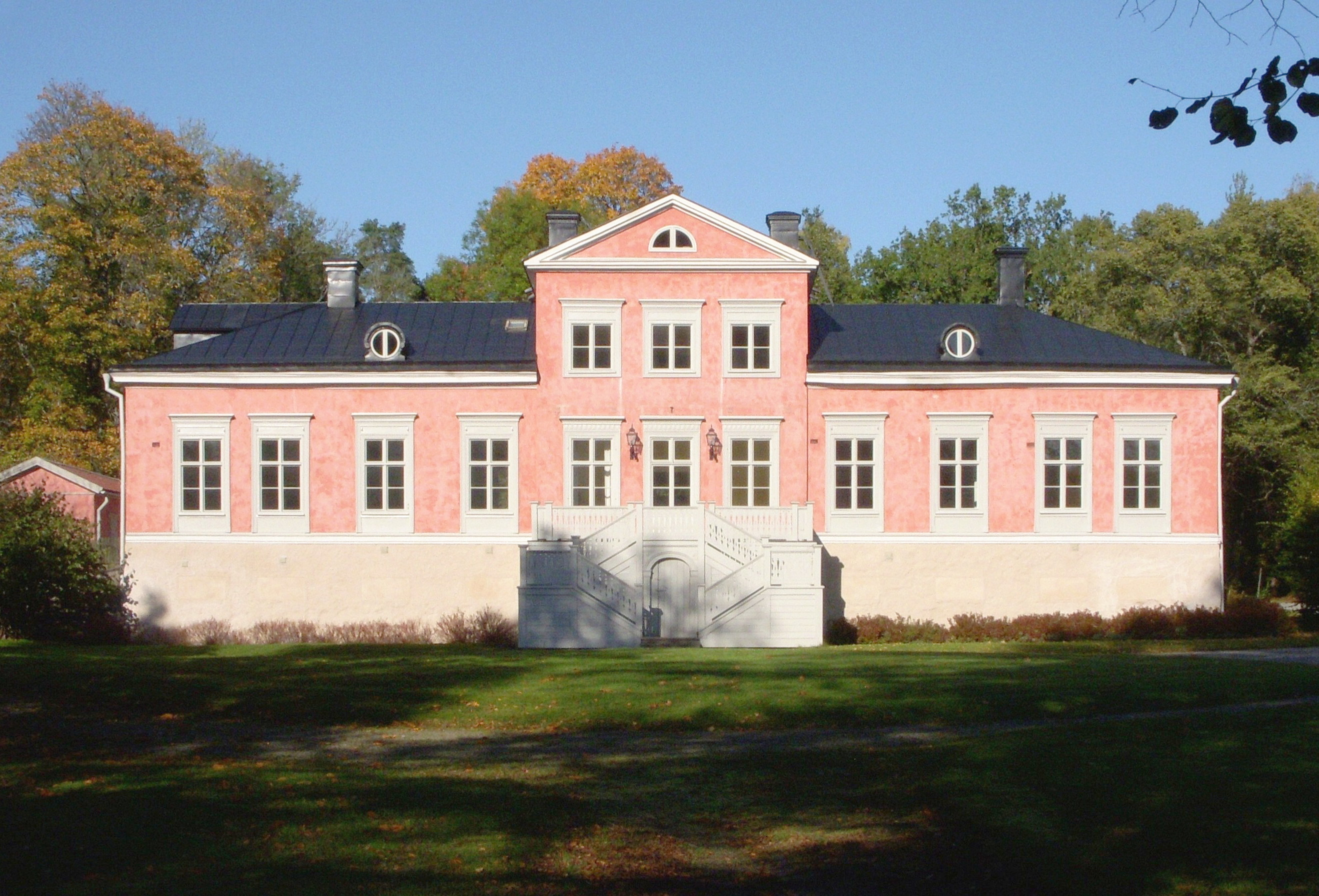
Villa Beylon

Jean François Beylon, född 1717 i Lausanne, död 1779 i Stockholm, var en svensk hovfunktionär, i tjänst hos Lovisa Ulrika och Gustav III. Villa Beylon i Ulriksdals slottspark är uppkallad efter honom. Han är begravd i Riddarholmskyrkan.

## Biografi
Beylon inkallades 1760 till Sverige i egenskap av lektör för drottning Lovisa Ulrika, där han kom att bli mycket uppskattad. Beylon var nästan konstant i tjänst: Lovisa Ulrikas vardagsyssla under sin fritid var att lyssna till högläsning och sedan diskutera innehållet, och Beylon fick också utgöra ressällskap.
Han fungerade som underhandlare mellan hovet och hattpartiet, särskilt kom han att stå Axel von Fersen nära. Han knöt även nära förbindelser med Frankrikes och Spaniens ambassadörer.
I Gustav III:s statskupp 1772 var han en central figur och skötte penningenegociationerna, och tog hand om de viktigaste dokumenten. Jean François Beylon kom också att fungera som medlare i de tvister som söndrade den kungliga familjen. Sjuklighet gjorde att han lämnade sin tjänst hos änkedrottningen och i stället trädde i tjänst hos Gustav III, som såg honom som "familjens mentor" och den som arbetade för att utjämna den bittra spänningen mellan Gustav III och hans mor. 
Efter denna tid drog sig Beylon undan det offentliga livet. Sina sista år tillbragte han i ro på Villa Beylon i närheten av Ulriksdals slott, vilken Gustav III skänkt honom.